# Октябрьский сельсовет (Курганская область)
Октябрьский сельсовет — упразднённое сельское поселение в Петуховском районе Курганской области Российской Федерации.
Административный центр — село Октябрьское.
Законом Курганской области от 12 мая 2021 года № 49 к 24 мая 2021 года упразднён в связи с преобразованием муниципального района в муниципальный округ.

## История
Статус и границы сельского поселения установлены Законом Курганской области от 4 ноября 2004 года № 645 «Об установлении границ муниципального образования „Октябрьский сельсовет“, входящего в состав муниципального образования „Петуховский район“».

## Население
| 1989 | 2002  | 2004  | 2010 | 2012 | 2013 | 2014 |
| ---- | ----- | ----- | ---- | ---- | ---- | ---- |
| 1123 | ↘1054 | ↗1131 | ↘943 | ↘928 | ↘869 | ↘815 |
| 2015 | 2016  | 2017  | 2018 | 2019 | 2020 |      |
| ↗831 | ↗845  | ↘835  | ↗839 | ↘809 | ↘794 |      |

## Состав сельского поселения
| № | Населённый пункт | Тип населённого пункта       | Население |
| - | ---------------- | ---------------------------- | --------- |
| 1 | Октябрьское      | село, административный центр | ↘909      |
| 2 | Первомайская     | деревня                      | ↘34       |